# Лавља стража
Лавља стража (енгл. The Lion Guard) је америчка анимирана телевизијска серија коју је развио Форд Рајли и базирана је на филму студија Walt Disney Animation Studios Краљ лавова. Серија је прво приказана телевизијским филмом 22. новембра 2015. године под именом Лавља стража: Повратак рици на каналу Disney Channel и приказивање ТВ серије је почело 15. јануара 2016. године на каналу Disney Junior. Представља другу серију базирана на филму Краљ лавова, након серије Тимон и Пумба. Лавља стража је наставак филма Краљ лавова и дешава се током временског простора између филма Краљ лавова 2: Симбин понос, док се трећа и финална сезона дешава паралелно са другим делом филма, док две финалне епизоде серије које служе као наставак филма.

## Епизоде
| Сезона | Сезона | Епизоде | Епизоде | Оригинално емитовање | Оригинално емитовање |
| Сезона | Сезона | Епизоде | Епизоде | Премијера            | Финале               |
| ------ | ------ | ------- | ------- | -------------------- | -------------------- |